# Stegastes rocasensis
Stegastes rocasensis, thường được gọi là cá thia Rocas, là một loài cá biển thuộc chi Stegastes trong họ Cá thia. Loài này được mô tả lần đầu tiên vào năm 1972.

## Phân bố và môi trường sống
S. rocasensis có phạm vi phân bố ở Tây Đại Tây Dương, và chỉ được tìm thấy ngoài khơi Brazil, bao gồm cả quần đảo São Pedro và São Paulo. Chúng sống xung quanh các rạn san hô ngoài khơi và trong các đầm phá ở độ sâu khoảng 2 – 10 m.

## Mô tả
S. rocasensis trưởng thành có chiều dài tối đa là khoảng 8,5 cm. Cá đực có tập tính bảo vệ và chăm sóc những quả trứng.
Số gai ở vây lưng: 12; Số tia vây mềm ở vây lưng: 13 - 16; Số gai ở vây hậu môn: 2; Số tia vây mềm ở vây hậu môn: 13.